# ۱۰۶۱ (قمری)
۱۰۶۱ (قمری)، هزار و شصت و یکمین سال در گاهشماری هجری قمری است. اول محرم این سال برابر با بیست و پنجم دسامبر سال ۱۶۵۰ میلادی است.